# غوس فيشر
غوس فيشر (بالإنجليزية: Gus Fisher)‏ هو لاعب كرة قاعدة أمريكي، ولد في 21 أكتوبر 1885 في باتسبورو في الولايات المتحدة، وتوفي في 8 أبريل 1972 في بورتلاند في الولايات المتحدة.

## وصلات خارجية
- غوس فيشر على موقعبيزبول رفرنس.كوم (الدوري الرئيسي) (الإنجليزية)
- غوس فيشر على موقعبيزبول رفرنس.كوم (الدوري الثانوي) (الإنجليزية)